# Drogheda United Football Club
Il Drogheda United Football Club (in gaelico Cumann Peile Dhroichead Átha Aontaithe), meglio noto come Drogheda United, è una società calcistica irlandese con sede nella città di Drogheda.
Fondata nel 1919, gioca nello United Park, stadio di appena 5.400 posti, in tenuta amaranto-azzurra. Annovera in bacheca un titolo nazionale vinto nel 2007, che ha permesso alla compagine di partecipare ai preliminari della UEFA Champions League 2008-2009, oltre a due FAI Cup e una Setanta Sports Cup.

## Palmarès

### Competizioni nazionali
- Campionato irlandese: 1

2007
- Coppa d'Irlanda: 2

2005, 2024
- Coppa di Lega irlandese: 2

1983-1984, 2012
- League of Ireland First Division: 5

1988-1989, 1990-1991, 1998-1999, 2001-2002, 2020

### Competizioni internazionali
- Setanta Sports Cup: 2  (record condiviso con Shamrock Rovers)

2006, 2007

### Altri piazzamenti
- Campionato irlandese:

Secondo posto: 1982-1983, 2012
Terzo posto: 1976-1977, 1977-1978, 1978-1979, 2006
- Coppa d'Irlanda:

Finalista: 1970-1971, 1975-1976, 2013
Semifinalista: 2004
- League of Ireland Cup:

Finalista: 2013
- Supercoppa d'Irlanda:

Finalista: 2025
- FAI First Division:

Secondo posto: 1994-1995, 1996-1997, 2019
Terzo posto: 1986-1987
- Setanta Sports Cup:

Finalista: 2013
Semifinalista: 2008
- Tyler Cup:

Finalista: 1979-1980

## Statistiche

### Partecipazione alle competizioni europee
| Competizione          | Giocate | Vittorie | Pareggi | Sconfitte | Gol fatti | Gol subìti |
| --------------------- | ------- | -------- | ------- | --------- | --------- | ---------- |
| UEFA Champions League | 4       | 2        | 1       | 1         | 6         | 5          |
| Coppa UEFA            | 10      | 3        | 3       | 4         | 10        | 22         |
| Totale                | 14      | 5        | 4       | 5         | 16        | 27         |

## Organico

### Rosa 2024
Rosa aggiornata al 16 Novembre 2024.
| N. |                        | Ruolo | Calciatore           |
| -- | ---------------------- | ----- | -------------------- |
| 1  | Irlanda (bandiera)     | P     | Andrew Wogan         |
| 2  | Inghilterra (bandiera) | D     | Elicha Ahui          |
| 4  | Irlanda (bandiera)     | D     | Andrew Quinn         |
| 5  | Inghilterra (bandiera) | D     | Aaron Harper-Bailey  |
| 6  | Irlanda (bandiera)     | D     | Jack Keaney          |
| 7  | Irlanda (bandiera)     | C     | Darragh Markey       |
| 8  | Irlanda (bandiera)     | C     | Gary Deegan          |
| 9  | Haiti (bandiera)       | A     | Frantz Pierrot       |
| 10 | Inghilterra (bandiera) | A     | Douglas James-Taylor |
| 11 | Irlanda (bandiera)     | C     | Adam Foley           |
| 12 | Irlanda (bandiera)     | P     | Ryan Maher           |

| N. |                    | Ruolo | Calciatore}     |
| -- | ------------------ | ----- | --------------- |
| 13 | Irlanda (bandiera) | C     | Callum Warren   |
| 14 | Irlanda (bandiera) | C     | Matthew O'Brien |
| 16 | Nigeria (bandiera) | C     | Zishim Bawa     |
| 17 | Irlanda (bandiera) | C     | Shane Farrell   |
| 18 | Irlanda (bandiera) | D     | James Bolger    |
| 19 | Irlanda (bandiera) | C     | Ryan Brennan    |
| 20 | Irlanda (bandiera) | C     | Cameron Feehan  |
| 21 | Irlanda (bandiera) | C     | Luke Heeney     |
| 22 | Irlanda (bandiera) | D     | Aaron McNally   |
| 23 | Irlanda (bandiera) | D     | Conor Kane      |
| 24 | Irlanda (bandiera) | A     | Warren Davis    |